# Victor Clément
Victor Clément (Poligny, 3 dicembre 1824 – dopo il 1871) è stato un attivista francese.
Fu una personalità della Comune di Parigi.

## Biografia
Poco si sa di lui. Interessato alle questioni economiche, il 26 marzo 1871 fu candidato ed eletto dal XV arrondissement al Consiglio della Comune, e fece parte della Commissione finanze.
Il 23 aprile ebbe l'incarico di visitare le prigioni per raccogliere le lamentele dei carcerati. Votò contro l'istituzione del Comitato di Salute pubblica.
Dopo la Settimana di sangue fu arrestato dai versagliesi e il 2 settembre fu condannato dalla corte marziale a tre mesi di carcere, grazie alle testimonianze a suo favore. S'ignora il luogo e la data della sua morte.